# コミック&コミック
『コミック＆コミック』は、かつて徳間書店から発行されていた成人向け劇画雑誌。アサヒ芸能の別冊で、表紙は『別冊アサヒ芸能 コミック＆コミック』と記載されていた。 

## 概要
1973年5月30日、1973年6月13日号として第一弾を刊行 。以降、基本、月2回の水曜日刊行、1974年9月4日号で休刊。

## 創刊経緯
1960年代の映画斜陽の影響等で、映画製作配給部門への依存度が高かった大映と日活が事実上脱落したことから、その二社に似た体質を持つ東映の当時の岡田茂社長が映画部門以外から利益を出そうと1972年6月に映画会社で初めて事業部制を敷き、サラ金や、パチンコ屋、進学塾、葬儀屋、ラーメン店など、社員に色々やらせた。岡田自身が新規事業として一番意欲的だったのが出版事業で、1973年2月1日に設置したテレビ関連事業室に、最初にやらせたのが黒崎出版との提携と1973年2月の『テレビランド』の創刊で、『テレビランド』に次いで岡田と徳間書店社長・徳間康快とで企画したのが『コミック＆コミック』であった。岡田と徳間が構想したのが、映画監督と劇画家を組ませた映画作品を映画化するというもので、創刊号に掲載された主要8作品のうち、3作品が東映の監督原作によるものだった(中島貞夫はフリー)。東映は1960年代以降、岡田の指揮下で、エロと暴力を前面に押し出した"不良性感度路線"を突き進み、特異なエネルギーを放っていたが、当時最も熱気があった劇画と東映映画の二つのサブカルチャーを強引に結びつける力業で創刊された雑誌は読書にも歓迎され二十数万部を記録した。映画と劇画を平然と往復しようとする大胆な感覚は、以降のスマートなメディアミックスを先取りしており野心的であった。1972年8月より梶芽衣子主演・伊藤俊也監督で篠原とおる作の劇画「女囚さそりシリーズ」が成功したことで、劇画を新しい映画の原作供給源と理解していた。
岡田と徳間は『コミック＆コミック』創刊と同じ1973年に『山口組三代目』の原作となる田岡一雄の自伝を『アサヒ芸能』に連載したり、大映を再建中の徳間を岡田が支援するなど、もともと仲がよかったといわれ、ビジネス上の付き合いも深めていた。徳間は岡田を"刎頸の友"と表現していた。
鈴木敏夫は『アサヒ芸能』の特集部に配属の後、この『コミック＆コミック』編集部を経て、『テレビランド』編集部に自ら志願して加わり、その後『アニメージュ』編集部に移った。鈴木は「『コミック＆コミック』でキャッチコピーを学んだ。漫画編集の仕事をしながら、知らぬ間に宣伝のやり方を学んだ」と話している。大塚英志は「東映の気難しい監督たちと若手劇画家を繋ぐ調整役は胃が痛くなる思いだったのではないか」と指摘している。また「『劇画』『漫画』と『映画』『アニメーション』の間の障害はこの国で低いと誰も感じているはずだ。岡田茂と徳間康快という二人の怪物による『コミック＆コミック』の近さは、やはり『ナウシカ』における『まんが』から『映画』への近さの問題と地続きだと思える。『まんが』の読み手も創り手も『まんが』や『映画』を『アニメーション』に脳内で置き換えることにこの国の人々は困難さを感じない。その『劇画』と『映画』の境界の上で雑誌を作ろうと考えた『コミック&コミック』はメディアミックスの語では表現できない二つのジャンルの『近さ』をやはり象徴する雑誌だったように思う。『ナウシカ』がまんがからアニメという道を自然に歩むことになる一つの前史がやはり『コミック＆コミック』に見出すことができる気がしてならない」と論じている。
組合色が強かったことが災いしたとされ、1974年9月4日号で告知なく休刊した。スタッフは『アサヒ芸能』や『テレビランド』などに散らばった。

## 掲載作品
- くノ一捕物帖 恋縄緋鳥（作：石森章太郎）
- 新くノ一捕物帖 大江戸緋鳥808』（作：石森章太郎）
- 刺客(てろ)（原作：工藤栄一、作画：藤生豪）
- ラブ（原作：中島貞夫、作画：上村一夫）
- すけこまし（原作：梶山季之、作画：横山まさみち）
- 兇悪の門（原作：生島治郎、作画：北野英明）
- 猟(あさる)（原作：石井輝男、作画：キシもとのり）
- 銭牝（原作：花登筺、作画：東田健二）
- マジックミラーの女（作：篠原とおる）
- 聖獣学園（原作：鈴木則文、作画：沢田竜治）
- さ無頼（原作：小池一夫、作画：藤生豪） ※『忘八武士道 さ無頼』の原作[15]
- 女狼（原作：深作欣二・長田紀生、作画：小山春夫）
- 刑事（でか）もどき（手塚治虫）※エピソード「エムレット」は昭和48年10月3日号、「鹿の角」が昭和49年1月23日号。
- 魔女モンロー（水木しげる）

## その他特徴
一頁目は必ず外国人女性のヌードピンナップ。他に飲食や映画、ショッピングなどのガイド・コミコミマルチガイドと、東映と徳間書店のタイアップ雑誌らしい東映スター（菅原文太、梅宮辰夫、千葉真一、梶芽衣子ほか）サイン入り色紙、東映撮影所見学招待（東京・京都）、東映映画無料招待、東映直営ボウリング場同伴招待、徳間と関係の深い五木ひろし最新アルバム(LP)、徳間音工に所属していた森昌子セカンドアルバム(LP)などが当たる懸賞があった。 